# Bernina Express
O Bernina Express é uma linha de caminho de ferro pertencente á Ferrovia Rética de via métrica que circula entre Tirano e Coira ou Chur (em alemão) .

## Descrição
Linha fundamentalmente turística utiliza a linha de Albula, pelo túnel de Albula, entre Thusis e St. Moritz, e a linha da Bernina, passando pelo colo da Bernina entre St. Moritz e Tirano. Estas duas linhas foram incluídas em 2008 no Património Mundial da UNESCO .
O Bernina Express foi a primeira linha a cremalheira electrificada na Suíça.

## Características
A linha foi construída entre 1903 e 1910 e é usada tanto de verão como de inverno tal como a Glaciar Expresso, e tal como ele possui carruagens panorâmicas.
Partindo de Tirano a 429 m para passar pelo colo da Bernina a 2 253 m a altitude, o traçado exige a passagem de rampas a 7 % ou de curvas impressionantes, pois sobe 1 824 m numa distância em linha recta de 24 km 

## Imagens

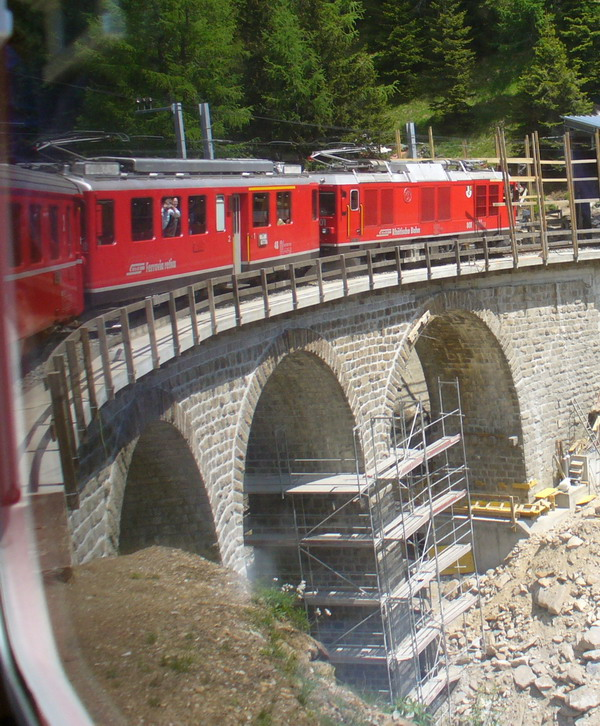
O Bernina Express
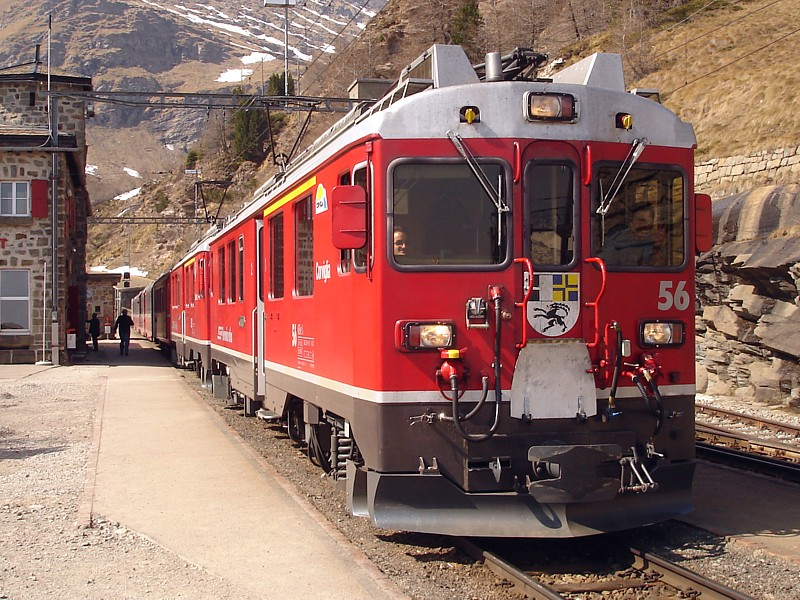
Na estação de Alp Grüm
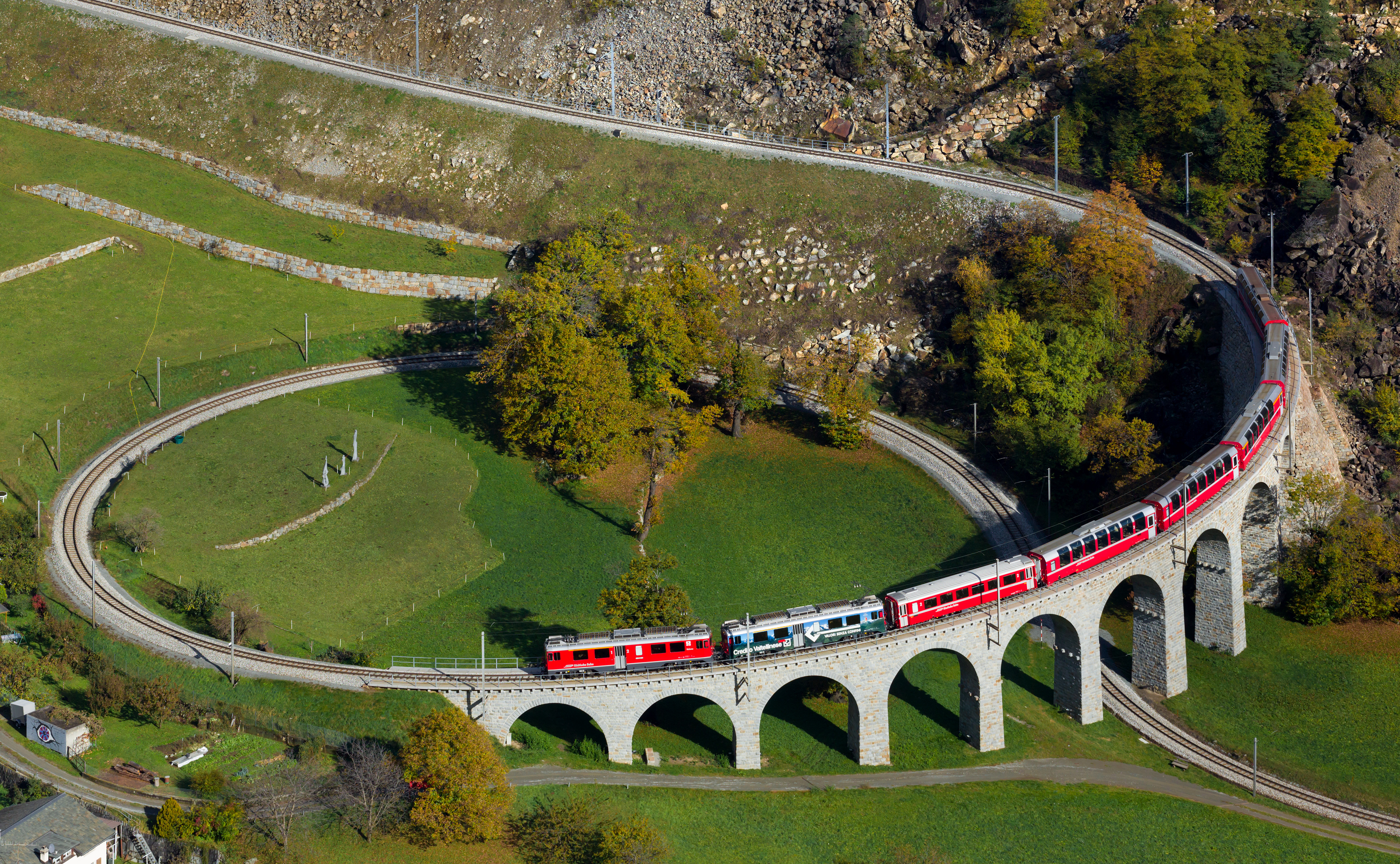
Viaduto helicoidal
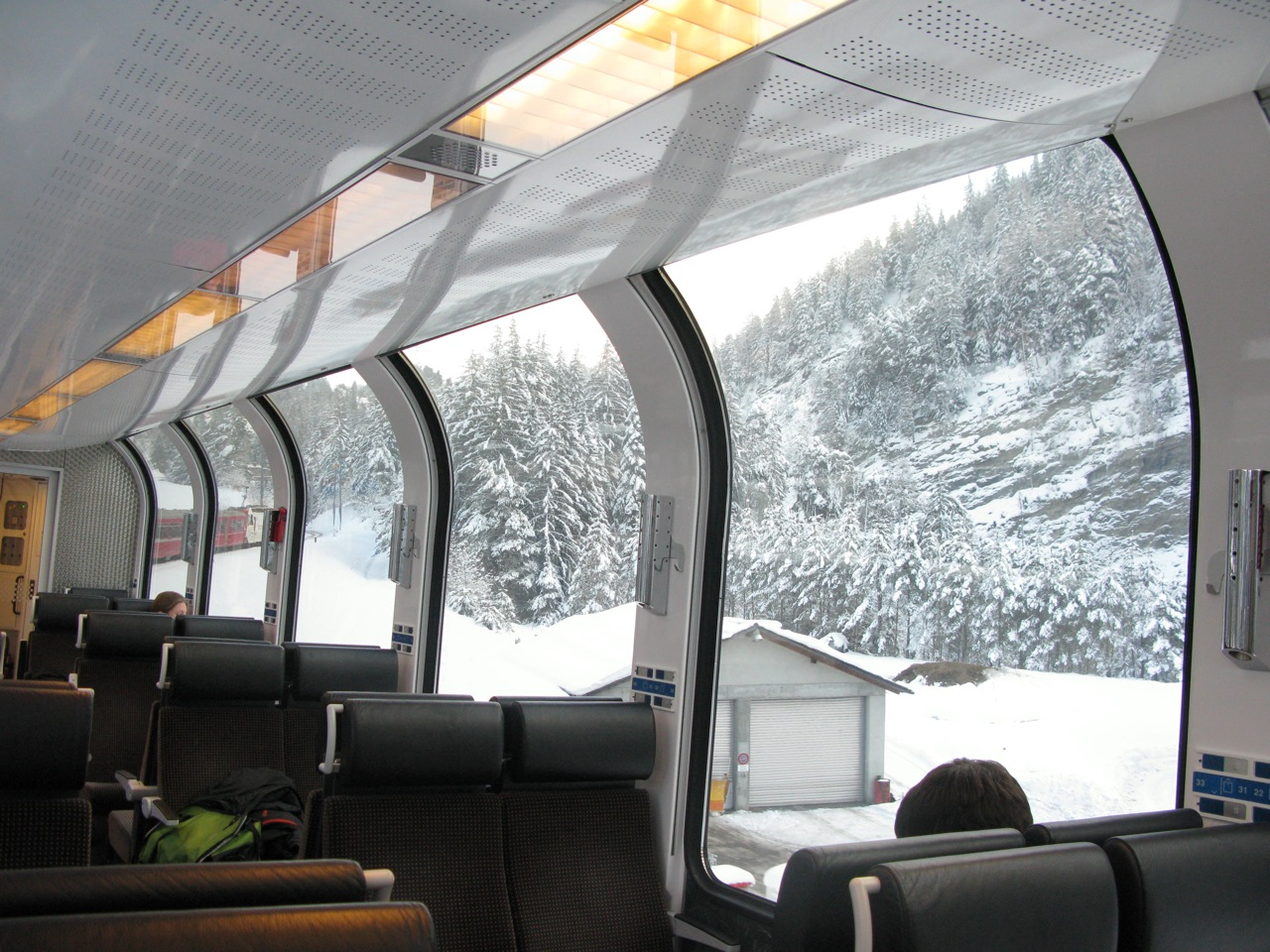
Interior de uma carruagem